# Ковенацкий, Владимир Абрамович
Влади́мир Абра́мович Ковена́цкий (1938—1986) — русский художник, поэт, прозаик.

## Биография
Родился 30 марта 1938 года в Харькове, во время войны жил с родителями в Перми, после войны — в Москве. Окончил Московскую среднюю художественную школу при институте им. Сурикова и оформительское отделение Московского полиграфического института. Как книжный график оформил более 40 книг, также работал на студии «Диафильм». В конце 1970-х годов после нервного срыва тяжело заболел; умер в Москве 25 мая 1986 году.
Похоронен в Москве в закрытом колумбарии Ваганьковского кладбища (42-я секция, 2-й ряд).

## Творчество
Ещё в школе помимо занятий живописью и графикой начал пробовать себя в литературе, писал стихи и прозу. В 1959 г. два стихотворения Ковенацкого были опубликованы в журнале «Юность», позже стихи распространялись в самиздате. Публикация в 1973 г. нескольких стихотворений в ФРГ привела к увольнению Ковенацкого со студии «Диафильм». Кроме стихов писал песни, также имевшие хождение в «магнитофониздате».
Стихи и станковая графика Владимира Ковенацкого, продолжавшие в своеобразно трансформированном виде традиции символизма, тесно связаны с его увлечением эзотерикой. Ковенацкий был близким другом Юрия Мамлеева и Евгения Головина, входил в «секту сексуальных мистиков», серьёзно интересовался учением Георгия Гурджиева.

## Книги
- Бредоград: Стихи и гравюры. — М.: ТОЗА, 1992. — 56 с.
- Альбом стихов, рисунков и гравюр. — М.: Культурная революция, 2007. — 288 с.

## Выставки
- Выставка «Графика В. А. Ковенацкого» в Нью-Йорке, 1985 г.
- Выставка в 1990 году (выставочный зал Тушинского района Москвы).
- Выставка графики поэтов андеграунда «Alter Ego» в Литературном музее, г. Москва, 2006 г.
- Выставка в 2013 году «Прикованный к искусству своему…» в Музее народной графики г. Москва, приуроченная к 75-летию со дня рождения

## Награды
2020 — Лауреат «Georgievich Award. Heaven 49». Награждён орденом «С Благодарностью от Человечества!» за особые заслуги.